# جيف بوب
جيف بوب (بالإنجليزية: Geoff Pope)‏ هو لاعب كرة قدم أمريكية أمريكي، ولد في 21 يونيو 1984.